# Street Knowledge
Street Knowledge è il primo album in studi del gruppo musicale italiano Meathead, pubblicato nel 1992..

## Tracce
Lato A
1. Cochrane
2. Suck!
3. Mustang Cop
4. Come
5. Lf

Lato B
1. Dick Smoker
2. Crackhouse
3. Dogbreath At 98.2 Fm
4. Codeine
5. Dial 911